# Кугарчі (Кугарчинський район)
Кугарчі́ (рос. Кугарчі, башк. Күгәрсен) — село у складі Кугарчинського району Башкортостану, Росія. Адміністративний центр Кугарчинської сільської ради.
Населення — 917 осіб (2010; 787 в 2002).
Національний склад:
- татари — 90%